# Rainer Stadler (Journalist, 1967)
Rainer Stadler (* 1967 in Ingolstadt) ist ein deutscher Journalist.

## Leben
Rainer Stadler studierte Informatik an der Technischen Universität München und volontierte von 1994 bis 1996 an der Burda Journalistenschule, zunächst beim Wirtschaftsmagazin Forbes, dann im Wirtschaftsressort des Magazins Focus. Danach ging er für drei Jahre als freier Journalist nach Los Angeles, seine Texte erschienen unter anderem in der Süddeutschen Zeitung, beim Focus, Spiegel und der Woche. 1999 kehrte er nach Deutschland zurück und arbeitete als Wirtschaftsredakteur beim Focus, bevor er 2001 als Redakteur zum SZ-Magazin wechselte.

## Wirken
2009 wurde er mit seinem Artikel „Zugzwang“ (erschienen am 23. Mai 2008 im SZ-Magazin) für den Theodor-Wolff-Preis nominiert.
2010 wurde sein Artikel Achtung, Achtung (gemeinsam mit Juli Zeh, erschienen am 18. Dezember 2009 im SZ-Magazin) in die Shortlist des Henri-Nannen-Preises, Kategorie Dokumentation, aufgenommen. 2011 wurde Rainer Stadler gemeinsam mit Bastian Obermayer mit seinen Recherchen über den Missbrauchsskandal an der Schule von Kloster Ettal in Oberbayern 2010 – am 25. Juni 2010 unter dem Titel Mauern ohne Ende im SZ-Magazin erschienen – für den Deutschen Reporterpreis sowie 2011 für den Deutschen Medienpreis „Kinderrechte in der Einen Welt“, Kategorie Print, nominiert.
2011 veröffentlichte Stadler gemeinsam mit Bastian Obermayer das Buch Bruder, was hast Du getan? Kloster Ettal. Die Täter, die Opfer, das System.
2020 erhielt Stadler gemeinsam mit anderen Autoren den Kasseler Demokratie-Impuls für ihre Berichterstattung über den NSU-Prozess.

## Veröffentlichungen
- Vater, Mutter, Staat: Das Märchen vom Segen der Ganztagsbetreuung – Wie Politik und Wirtschaft die Familie zerstören, Ludwig Buchverlag, München 2014, ISBN 978-3-453-28061-8.
- Mit Annette Ramelsberger, Tanjev Schultz, Wiebke Ramm (Hrsg.): Der NSU-Prozess. Das Protokoll. Verlag Antje Kunstmann, München 2018, ISBN 978-3-95614-095-2